# ستاروغراد غرانسكي

ستاروغراد غرانسكي مدينة في شرق محافظة بوميرانيا في بولندا. يبلغ عدد سكانها 48.328 ألف نسمة بسنة 2004. يعني اسم المدينة Starogarda' في اللغة البوميرانية الحصن القديم.